# 上手な夢のかなえかた
『上手な夢のかなえかた』（じょうずなゆめのかなえかた）は、有沢遼による日本の漫画作品。

## 概要
『るんるん』（講談社）において、1995年5月号から1996年7月号に連載された。

## 書誌情報
有沢遼 『上手な夢のかなえかた』 講談社〈講談社コミックスなかよし〉、全2巻
- 1巻、1997年1月8日発行、ISBN 978-4-06-322827-4
  - 表題作のほか、「やさしい雨音」「天使が舞いおりた日」の読み切り2作品が同時収録されている。
- 2巻、1997年09月5日発行、ISBN 978-4-06-322835-9
  - 表題作のほか、「まんがをかいちゃおう」「危険なおまじない」「365日めのハッピーバースデー」の読み切り3作品が同時収録されている。